# Список умерших в 1025 году
В этой статье представлен список известных людей, умерших в 1025 году.
См. также: Категория:Умершие в 1025 году

## Май
- 12 мая — Адальберо II[нем.] — епископ Базеля (999—1025), при котором началось строительство кафедрального собора Базеля

## Июнь

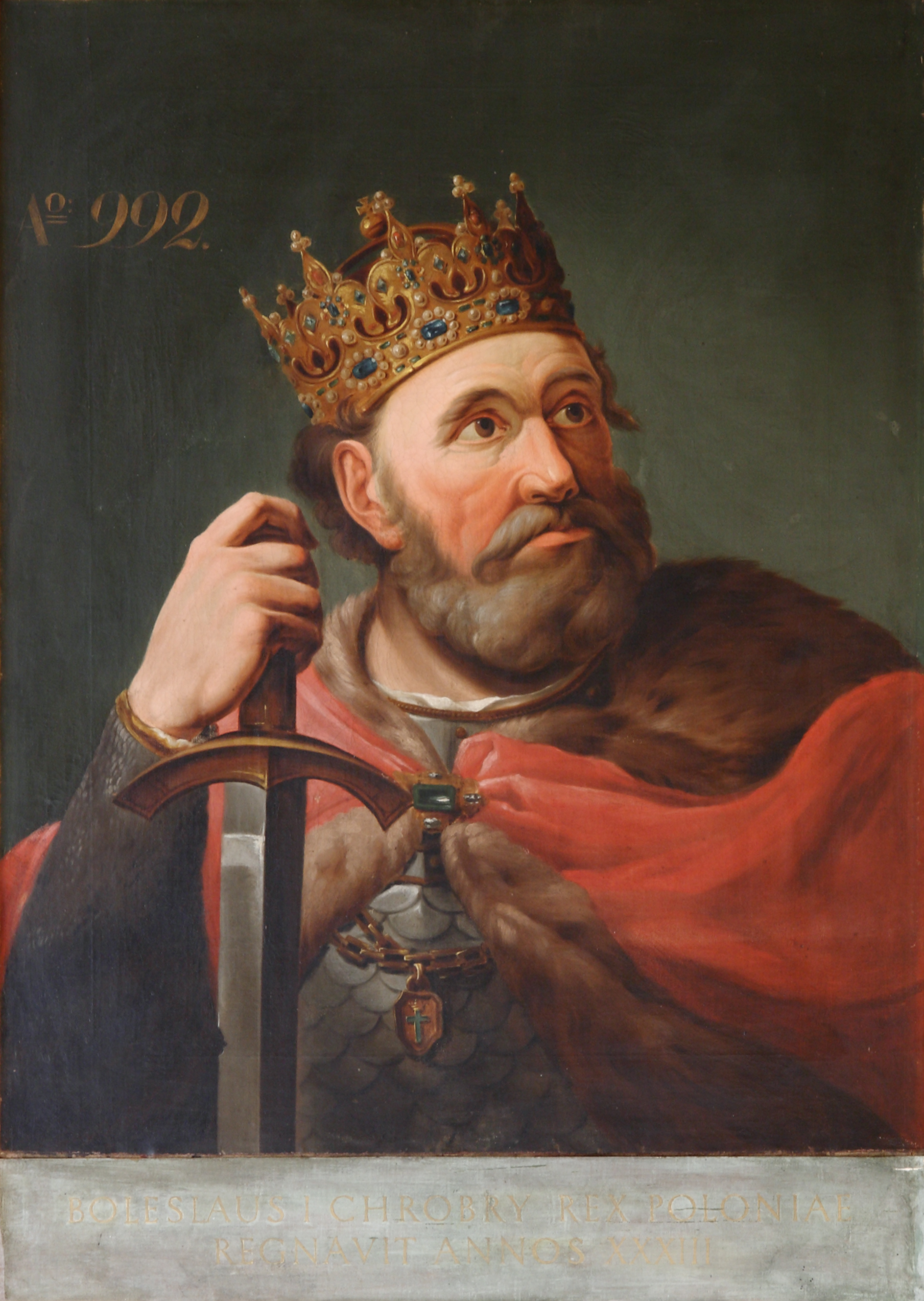
Болеслав I Храбрый

- 17 июня — Болеслав I Храбрый — князь Польши с 992 года, первый король Польши в 1025 году, князь Чехии (1003—1004)

## Август

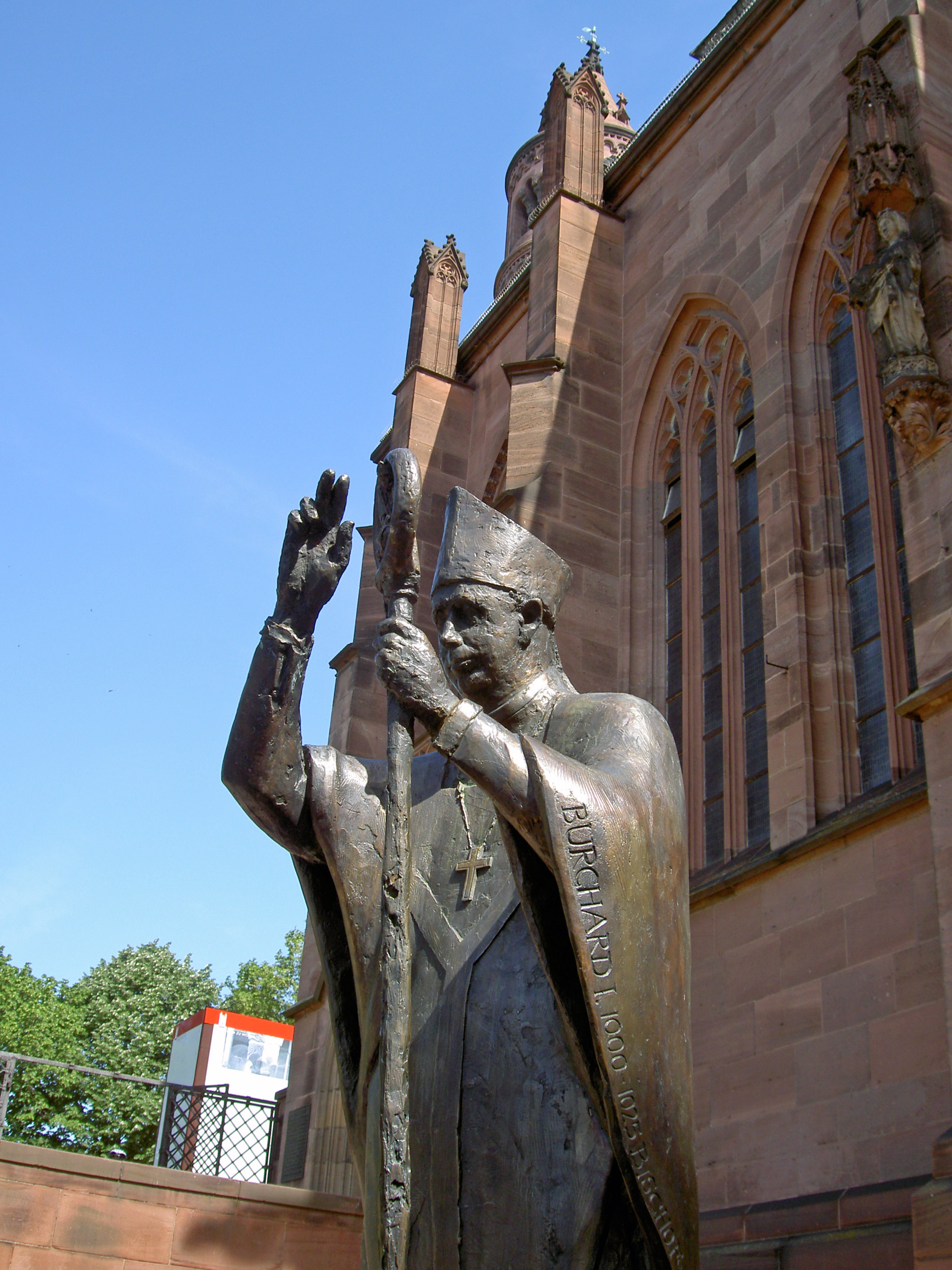
Бурхард Вормский

- 20 августа — Бурхард Вормский[англ.] — епископ Вормса (1000—1025), автор Кодекса канонического права, инициатор строительства Вормсского собора

## Сентябрь
- 17 сентября — Гуго (II) Магнус
 — король Франции с 1017 года (соправитель отца)
- 28 сентября — Луи I де Шини — граф Шини (987—1025) и Вердена (1024—1025).

## Октябрь
- 27 октября — Ги I — виконт Лиможа (988—1025).

## Ноябрь
- 1 ноября — Гюнтер фон Мейсен[нем.] — архиепископ Зальцбурга (1024—1025)
- 4 ноября — Матильда — пфальцграфиня-консорт Лотарингии с 994 года, жена Эццо

## Декабрь

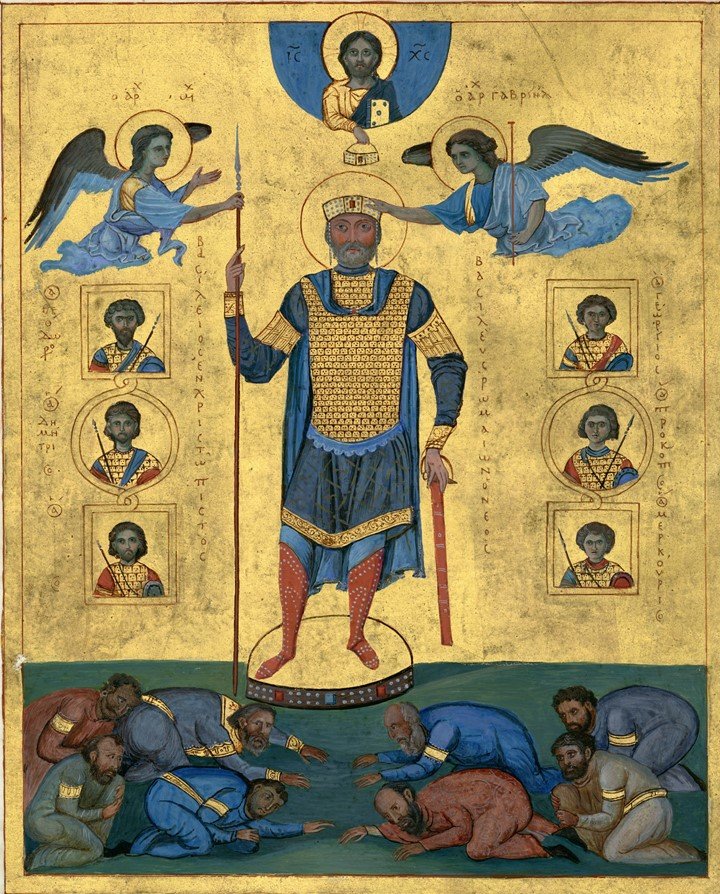
Василий II Болгаробойца

- 15 декабря — Василий II Болгаробойца — византийский император (номинально с 960 года, фактически с 976 года)
- Евстафий — Константинопольский патриарх (1019—1025)

## Дата неизвестна или требует уточнения
- Абдул-Джаббар ибн Ахмад — исламский мутазилитский теолог
- Герман II[нем.] — граф Верля (1019—1025)
- Гильом I де Монпелье — сеньор Монпелье (с 985).
- Дюран[нем.] — князь-епископ Льежа (1021—1025)
- Елена Алипина — супруга византийского императора Константина VIII, мать императриц Зои и Феодоры.
- Кшемараджа — индийский философ
- Мухаммад III — халиф Кордовы (1024—1025), убит
- Мушарриф ад-Даула Абу Али Хасан ибн Фируз[англ.] — буидский амир Ирака (1021—1025), амир Фарса (1021—1024)
- Фудзивара но Сейши[англ.] — императрица-консорт Японии (1012—1016), жена императора Сандзё